# Solsidan (gmina Ekerö)
Solsidan – miejscowość (tätort) w Szwecji, w regionie administracyjnym (län) Sztokholm (gmina Ekerö).
Miejscowość jest położona na zachód od Sztokholmu w południowej części wyspy Gällstaö na jeziorze Melar w prowincji historycznej (landskap) Uppland.
W 2010 r. Solsidan liczyło 349 mieszkańców.